# Il vendicatore (film 2003)
Il vendicatore (Out for a Kill) è un film d'azione direct-to-video del 2003 diretto dal regista Michael Oblowitz.

## Trama
Il professore di archeologia Robert Burns, in Cina per lavoro insieme ad una socia, senza un apparente motivo viene aggredito dai militari. Nell'agguato rimane uccisa la sua allieva. Robert allora, impaurito raggiunge la frontiera nel tentativo di tornare in America. Ma qui viene arrestato dagli agenti della dogana perché, a sua insaputa, nel suo mezzo erano stati nascosti enormi quantitativi di cocaina. Interrogato anche da due agenti americani, la giovane cino-americana Tommie Ling e il cinico veterano Ed Grey, sostiene la sua innocenza ma non viene creduto, poiché aveva firmato i documenti di trasporto. Il capo dei due agenti invece preferisce che stia in galera per usarlo come esca per attirare allo scoperto i trafficanti, e sparge la voce che lavora per la polizia. In galera, dopo diversi anni, Burns incontra quel comandante messicano che aveva ucciso la sua allieva, e a quel punto viene rilasciato. Ritorna negli Stati Uniti dalla moglie Maya e comincia a dare la caccia all'organizzazione.
Il capo dei trafficanti, Wong Dai, incarica ogni volta i suoi luogotenenti più fidati di risolvere personalmente il problema. Tutti i sicari però sono uccisi da Burns, che trovano sempre dei tatuaggi sul polso delle vittime formati da caratteri cinesi, come un indovinello. Le scritte hanno un significato nascosto che il professore scoprirà progressivamente. Intanto Grey e Ling seguono le sue tracce grazie alla pista di cadaveri che l'uomo si lascia dietro, incattivito dalla morte della moglie per una bomba messa nella loro casa.
Wong Dai è sorpreso dall'abilità di Burns e fa svolgere indagini: il professore era stato un ladro fino al 1985, poi era stato arrestato in America e condannato a 7 anni di carcere; il suo ramo erano proprio i manufatti asiatici di valore, così ha usato la sua esperienza per ottenere una laurea in carcere, specializzandosi in archeologia della dinastia Han; terminata la pena, ha trovato lavoro all'università abbandonando il passato.
Un po' alla volta Burns si avvicina a Wong, intuendo quello che Grey ha capito e auspicato da tempo: Wong sta usando Burns per smantellare la sua stessa organizzazione, preparandosi a sparire con tutto il ricavato e senza soci con cui spartire; lo stesso Grey è in combutta con lui e questo quasi costa la vita a Ling, che si salva e dopo uccide il collega. Burns e Wong arrivano alla fine ad incontrarsi. Il trafficante blocca il professore dentro una stanza e le dà fuoco, ma Burns lo uccide a distanza lanciando una spada e riesce a risolvere l'indovinello che apre la serratura grazie ai tatuaggi dei luogotenenti uccisi. Morto Wong, Burns saluta l'agente Ling e torna alla sua vita.